# Friedrich Kolb
Friedrich August Willi Kolb (* 17. Juli 1917 in Ansbach; † 21. Dezember 2012) war ein deutscher Arzt.

## Leben
Kolb legte am Melanchthon-Gymnasium in Nürnberg das Abitur ab und studierte Medizin an den Universitäten München, Berlin und Hamburg. Nach seiner Tätigkeit während des Zweiten Weltkriegs als Truppenarzt, bildete er sich am Städtischen Krankenhaus Nürnberg und an der Chirurgischen Universitätsklinik Erlangen fort. 1949 ließ er sich als praktischer Arzt in Nürnberg nieder.
Er war stellvertretender Vorsitzender der Kassenärztlichen Vereinigung Bayern sowie Vorstandsmitglied der Kassenärztlichen Bundesvereinigung. Im Hartmannbund war er stellvertretender Vorsitzender des Landesverbandes Bayern sowie Mitglied des Gesamtvorstandes.

## Ehrungen
- 1977: Bayerische Staatsmedaille für soziale Verdienste
- Bayerischer Verdienstorden
- Hermann-Thieding-Plakette